# تانتين ماركيز
بارتولومي "تانتين" ماركيز لوبيز (من مواليد 7 يناير 1962) هو مدير كرة قدم إسباني ولاعب كرة قدم محترف سابق يشغل حاليًا منصب المدرب الرئيسي لمنتخب قطر الوطني .
ارتبطت مسيرته ارتباطًا وثيقًا بإسبانيول ، كلاعب ومدرب.

## مسيرته كلاعب
ولد ماركيز في برشلونة ، كاتالونيا ، لُقّب على اسم شخصية الكتاب الهزلي تان تان بسبب تسريحة شعره المشابهة. وقع مع إسبانيول في أوائل عام 1980 ولعب حصريًا في منطقته الأصلية خلال مسيرته الاحترافية التي استمرت 15 عامًا. بعد إعارتين، إلى يو إي سانت أندرو ونادي ساباديل ، تمت ترقيته بالتأكيد إلى الفريق الأول في موسم 1982–83 ، حيث ظهر لأول مرة في الدوري الأسباني في 4 سبتمبر 1982 من خلال مشاركته كبديل متأخر في المباراة التي انتهت بنتيجة 1–0. الفوز على راسينغ سانتاندير .
لعب ماركيز ستة مواسم كاملة مع فريق بيريكوس ، الذي كان دائمًا في دوري الدرجة الأولى. كان أفضل عام له هو 1985–86 ، عندما سجل عشرة أهداف في 32 مباراة لمساعدة فريقه في الوصول إلى المركز الحادي عشر، بما في ذلك ثلاثية في 20 أبريل 1986 في فوز 5–3 على أرضه على نادي برشلونة ؛ كان  جزءًا من الفريق الذي وصل إلى نهائي كأس الاتحاد الأوروبي 1987–88 ، لكنه لم يشارك في المنافسة بعد أن فقد شعبيته مع المدير الفني خافيير كليمنتي .
وقع ماركيز مع يو إي فيغيريس في موسم الركود لعام 1988، وقضى خمسًا من سنواته الست في دوري الدرجة الثانية وظهر في تصفيات الصعود عام 1992 . تقاعد عن عمر يناهز 33 عامًا، بعد فترة لعب في دوري الدرجة الثانية ب مع نادي أوروبا .

## مسيرته كمدرب
بدأ ماركيز العمل كمدير فني في عام 1997، وكانت محطته الأولى مع ناديه الأخير في الدرجة الثالثة . وفاز بكأس كتالونيا في ذلك العام، بعد فوزه على برشلونة في النهائي.
في 26 مايو 1998، عاد ماركيز إلى إسبانيول - غير النادي اسمه بعد ثلاث سنوات  - وأصبح مسؤولاً عن فرق الشباب والرديف في السنوات الست التالية. عمل بعد ذلك كمساعد للفريق الرئيسي، أولاً تحت قيادة ميغيل أنخيل لوتينا ثم إرنستو فالفيردي .
في صيف عام 2008، تم تعيين ماركيز في الفريق الأول بعد رحيل فالفيردي إلى نادي أولمبياكوس . ومع ذلك، في 30 نوفمبر، بعد أربع خسائر متتالية، تم إعفاؤه من مهامه.
في عام 2012، بعد ما يقرب من ستة أشهر مع نادي الدرجة الثانية الإسباني سي دي كاستيلون ،  وفترة في أكاديمية أسباير في قطر،  وقع ماركيز مع كاس يوبين في دوري الدرجة الثانية البلجيكي . في 31 مارس 2015، تم فصله لأسباب غير معلنة عندما كان الفريق في المركز الثالث.
تم تعيين ماركيز مدربًا لفريق Sint-Truidense VV في يونيو 2017 بعد رحيل إيفان ليكو إلى Club Brugge KV ، ولكن تم إقالته بعد 53 يومًا - مباراتان فقط في الموسم الجديد - بسبب خلافات لا يمكن حلها.
في أوائل عام 2018، عاد ماركيز إلى قطر لإدارة فريق الوكرة من الدرجة الثانية ، بعد أن تعرض للهزيمة من قبل مواطنه خوسيه مورسيا الشحانية في موسمه الأول. وبعد مرور عام، فاز فريقه بالدوري، وصعد إلى دوري نجوم قطر .
في 6 ديسمبر 2023، تم تعيين ماركيز مدربًا رئيسيًا لمنتخب قطر ،  خلفًا لكارلوس كيروش .

### إحصائياته التدريبية
آخر تحديث المباراة التي لعبت 29 ديسمبر 2022.
| فريق        | البلد   | من             | إلى            | سِجِلّ | سِجِلّ | سِجِلّ | سِجِلّ | سِجِلّ | سِجِلّ | سِجِلّ | سِجِلّ |
| فريق        | البلد   | من             | إلى            | G<span class="rt-commentedText tooltip tooltip-dotted " title="<nowiki> Games managed</nowiki>" data-ve-ignore="true"> G | W<span class="rt-commentedText tooltip tooltip-dotted " title="<nowiki> Wins</nowiki>" data-ve-ignore="true"> W | D<span class="rt-commentedText tooltip tooltip-dotted " title="<nowiki> Draws</nowiki>" data-ve-ignore="true"> D | L<span class="rt-commentedText tooltip tooltip-dotted " title="<nowiki> Losses</nowiki>" data-ve-ignore="true"> L | GF<span class="rt-commentedText tooltip tooltip-dotted " title="<nowiki> Goals for</nowiki>" data-ve-ignore="true"> GF | GA<span class="rt-commentedText tooltip tooltip-dotted " title="<nowiki> Goals against</nowiki>" data-ve-ignore="true"> GA | GD<span class="rt-commentedText tooltip tooltip-dotted " title="<nowiki> Goal difference</nowiki>" data-ve-ignore="true"> GD | Win %<span class="rt-commentedText tooltip tooltip-dotted " title="<nowiki> Winning percentage</nowiki>" data-ve-ignore="true"> Win % |
| ----------- | ------- | -------------- | -------------- | --- | --- | --- | --- | --- | --- | --- | --- |
| اسبانيول ب  | إسبانيا | 19 أكتوبر 2002 | 30 يونيو 2004  | 76 | 29 | 17 | 30 | 111 | 108 | +3 | 038٫16 |
| اسبانيول    | إسبانيا | 3 يونيو 2008   | 30 نوفمبر 2008 | 15 | 4 | 4 | 7 | 15 | 21 | −6 | 026٫67 |
| كاستيلون    | إسبانيا | 14 أكتوبر 2009 | 6 أبريل 2010   | 24 | 5 | 8 | 11 | 22 | 32 | −10 | 020٫83 |
| يوبين       | بلجيكا  | 6 يوليو 2012   | 31 مارس 2015   | 112 | 57 | 27 | 28 | 192 | 117 | +75 | 050٫89 |
| سينت ترويدن | بلجيكا  | 1 يوليو 2017   | 7 أغسطس 2017   | 2 | 1 | 0 | 1 | 3 | 4 | −1 | 050٫00 |
| الوكرة      | قطر     | 31 يناير 2018  | 6 ديسمبر 2023  | 117 | 43 | 28 | 46 | 178 | 187 | −9 | 036٫75 |
| دولة قطر    | قطر     | 6 ديسمبر 2023  | الآن           | 0 | 0 | 0 | 0 | 0 | 0 | +0 | — |
| المجموع     | المجموع | المجموع        | المجموع        | 346 | 139 | 84 | 123 | 521 | 469 | +52 | 040٫17 |

## روابط خارجية
- تانتين ماركيز على BDFutbol
- تانتين ماركيز manager profile على BDFutbol
- Espanyol archives باللغة الإسبانية